# Mergus australis
Lo smergo australe o smergo delle Auckland (Mergus australis Hombron & Jacquinot, 1841)  è un uccello estinto della famiglia degli Anatidi.
Estinto all'inizio del XX secolo, lo smergo australe viveva nei fiumi delle Isole Auckland.

## Descrizione
Questa anatra era di dimensioni simili allo smergo dal petto rosso (Mergus serrator). Il maschio adulto aveva la testa, la cresta e il collo bruno-rossastri scuri, con mantello e coda nero bluastro e ali grigio ardesia. La femmina era leggermente più piccola con una cresta più corta.

## Storia
Questo uccello fu raccolto per la prima volta quando una spedizione francese guidata dall'esploratore Jules Dumont d'Urville sulle navi L'Astrolabe e La Zelee visitò le isole Auckland nel 1840. Il suo declino fu causato da una combinazione di caccia e predazione da parte dei mammiferi introdotti. L'uccello non era incapace di volare, ma piuttosto difficile da stanare; preferiva nascondersi tra le rocce quando inseguito. L'ultimo avvistamento è stato di una coppia uccisa il 9 gennaio 1902. Non sono stati trovati esemplari in una ricerca del 1909 e un'esplorazione approfondita nel possibile habitat tra il 1972 e il 1973 ha concluso che era estinta da tempo (Williams & Weller, 1974).
Successive scoperte fossili suggeriscono che questo smergo fosse precedentemente residente nell'Isola del Sud e sull'isola Stewart (Rakiura) in Nuova Zelanda. Sulle isole Chatham sono stati trovati anche fossili di una sottospecie o di specie strettamente imparentate. Esiste una breve osservazione che menziona "uno smergo" trovato sulle isole Campbell a McCormick (1842), ma questo potrebbe anche riferirsi all'alzavola delle Campbell che altrimenti manca nei suoi appunti: menziona solo l'anatra nera del Pacifico ("una specie di anatra della Nuova Zelanda").